# Chance (episodio de Fear Itself)
Chance (Chance) es el decimoprimer episodio de la única temporada de la serie de televisión Fear Itself. Trata sobre un hombre llamado Chance que se convierte extremadamente violento después de no obtener el dinero que necesitaba. Un doppelganger de él aparece y hace que la violencia crezca aún más. Dirigida por John Dahl y escrita por Mick Garris, Lem Dobbs y Rick Dahl. 

## Elenco
- Ethan Embry - Chance Wilson
- Vondie Curtis Hall - Walter Markham
- Christine Chatelain - Jackie
- Sean Hoy - Oficial Geaghan
- Ellen Ewusie - Esposa de Walter
- Ricardo Betancourt - Oficial Smith
- Allison Cullen
- Tina Lameman - Vecina
- David Vincent - Vecino

- Datos: Q5070700